# Uta coronat
L'uta coronat (Pseudochirops coronatus) és una espècie de marsupial de la família dels pseudoquírids. És endèmic d'Indonèsia.